# キミとボクの距離
『キミとボクの距離』（キミとボクのきょり、原題: The Space Between Us）は、2017年のアメリカ映画である。監督はピーター・チェルソム、主演はゲイリー・オールドマンとエイサ・バターフィールドが務めた。
日本では劇場未公開となったが、Netflixで配信されている。

## ストーリー
近未来。ジェネシス社のCEOを務めるナサニエル・シェパードは人類史上初となる火星入植計画を実行に移すと決めた。火星への移動中、思わぬ事態が発生する。入植チームを率いていたサラ・エリオットが妊娠していると判明したのである。火星に着陸して間もなく、サラは産気付いた。サラは男の子を出産したものの、子癇が原因で命を落としてしまった。子供の父親が誰なのかを特定することはできなかった。あろうことか、ナサニエルとジェネシス幹部のチェンはサラが出産によって死亡したことを隠蔽する決断を下した。輝かしい成功に汚点を残すことを防ぐためであった。
それから16年後。サラの息子であるガードナーは好奇心旺盛かつ知的能力の高い青年に育っていた。ナサニエルがガードナーの存在を隠す決断を下したため、ガードナーが知っている人間は火星にいる14人しかいなかった。ある日、ガードナーは母親についての情報を得るべく、コンピュータへのハッキングを試みた。色々と調べた結果、ガードナーは母親の遺品を入手することができた。その中には婚約指輪とUSBメモリもあった。ガードナーがUSBメモリのデータを調べると、そこにはビーチでバカンスを楽しむ母親と謎の男性の姿を収めた映像が入っていた。彼こそが自分の父親だと確信したガードナーは、父親を探す決心を固めた。
ガードナーは情報を入手するためにネット上のチャットルームにアクセスした。彼はそこでタルサという名前の女性と意気投合した。タルサはコロラド州出身の聡明な女性であったが、里親を転々としているのだという。ガードナーは正体を隠しつつも、タルサと将来のことについて話し合った。『ベルリン・天使の詩』という映画を鑑賞し、地球に降り立った天使の姿には、自分の境遇と重なるものがあった。
ガードナーの母親代わりになっていた宇宙飛行士のケンドラは、経営から身を引いていたナサニエルとジェネシスを引き継いだチェンにビデオ電話を掛けていた。ガードナーの優秀さを思えば、彼を地球へと連れて行くのが最善だと訴えるためであった。ケンドラの嘆願にチェンとNASAは同意していたが、ナサニエルは拒否した。ガードナーが地球に来るためには、骨密度を増加させる手術を受けなければならなかったが、その手術は非常にリスクの大きいものであったからである。また、肺を地球の大気にならすのにも相当な困難が予想された。しかし、ガードナーは地球へ行くために如何なる困難をも乗り越える覚悟でいた。ナサニエルには秘密にしたまま、ガードナーとケンドラは他の仲間たちと共に地球へ向かった。
シャトルが到着し、ナサニエルはガードナーが地球に来たことを知って会いに行った。ナサニエルは自分に黙って事を進めたチェンに怒った。ガードナーが地球での生活に耐えられるかどうかを検査することとなった。施設を抜け出したガードナーは、ヒッチハイクでタルサに会いに行った。ところが、タルサはガードナーを見た瞬間、彼を引っぱたいた。火星から地球へ移動していた7ヶ月もの間、タルサはガードナーと音信不通になっていたからである。少し落ち着いたタルサはガードナーを許し、ガードナーの父親探しを手伝うことにした。ケンドラとナサニエルが二人を発見してガードナーを連れ戻そうとしたが、興奮のあまり怒鳴り合いになってしまった。タルサはガードナーを連れ、里親が所有する古い飛行機で逃げた。突如として油圧機器にトラブルが発生し、2人は何とかして飛行機を不時着させるが、飛行機は爆発炎上してしまった。ガードナーは自分の身の上をタルサに語ったが、タルサは信じなかった。2人はガードナーの両親を結婚させたシャーマン・ネカの存在を知り、訪ねることにした。
事故現場から死体は見つからなかったが2人の行方はつかめず、ナサニエルとケンドラは事態の責任をなすりつけ合った。そんな2人に、ガードナーの血液から高濃度のトロポニンが検出されたという緊急の知らせが届いた。これはガードナーが心臓肥大を発症し、地球での生活に耐えられないことを示していた。監視カメラの映像から2人の姿が確認され、捜索が再開された。
夜、星の下で2人は愛を交わした。シャーマン・ネカは2人に会って助けを約束した。ガードナーは鼻血を流し始めたが隠し、タルサは両親が写ったビーチがカリフォルニアにあることを突き止めた。2人はビーチに向かう途中でラスベガスに寄るが、ガードナーは鼻血を流して昏倒し、病院に収容された。レントゲン検査の結果、タルサはガードナーが火星から来たことを納得した。ガードナーは自分が地球では生きられないことを知っていると認め、ただ父親に会いたいと語った。タルサはガードナーとともに病院から逃げ、ビーチに向かった。
ビーチで2人は映像で見た男性に会ったが、彼はガードナーの父ではなくサラの兄であると語り、ガードナーの話を信じなかった。ガードナーは海に入り、ここで死にたいとタルサに話し、昏倒した。そこにナサニエルとケンドラが着いて、ガードナーを海から引き揚げた。ガードナーはナサニエルに、父親だと知っていると告げ、母親について尋ねた。3人は急いでガードナーをドリームチェイサーに乗せ、ナサニエルは自ら操縦して無重力の外宇宙に出て、ガードナーは蘇生した。
ガードナーは火星に向かうシャトルに乗りこんだ。タルサとガードナーは別れの挨拶を交わし、引退して地球に住むことになったケンドラはタルサを引き取り、タルサは火星でガードナーに再会するために、ケンドラが指導するNASAの訓練プログラムに加わった。ガードナーは父ナサニエルとともに火星で暮らし始めた。

## キャスト
※括弧内は日本語吹替
- ナサニエル・シェパード - ゲイリー・オールドマン（安原義人）
- ガードナー・エリオット - エイサ・バターフィールド（梶裕貴）：人類初となる火星生まれの少年。
- ケンドラ・ウィンダム - カーラ・グギノ（斎藤恵理）
- タルサ - ブリット・ロバートソン（潘めぐみ）
- トム・チェン - B・D・ウォン（近藤浩徳）
- サラ・エリオット - ジャネット・モンゴメリー（田中杏沙）
- ハリソン・レーン - トレイ・タッカー
- ゲイリー・ロー博士 - スコット・タケダ（英語版）
- スコット・ハバード - アダンデ・ソーン（英語版）
- サラの兄 - コリン・エッグレスフィールド（小松史法）
- シャーマン・ネカ - ギル・バーミンガム（竹田雅則）
- ロジャー - ローガン・ポール

日本語吹替版：きそひろこ、竹田まどか、北島善紀、森宮隆、中野裕斗、水瀬郁、落合福嗣、藤翔平、宮本誉之、長野伸二、川原元幸、下田屋有依、岸本望
日本語版制作スタッフ 演出：簑浦良平、翻訳：チオキ真理、制作：JVCケンウッド・ビデオテック／Voice & Script International

## 製作
1999年、ユニバーサル・ピクチャーズとマイク・ロベル・プロダクションズは『Mainland』というタイトルの脚本の映画化権を購入した。それは月で生まれ育った反抗的な青年が身体的な困難を覚悟の上で地球へ向かうというストーリーであった。アリソン・バーネットの手で脚本が修正されたが、その出来が悪かったため、企画は宙づりになってしまった。進展がないまま、ついにマイク・ロベル・プロダクションズが製作から手を引くこととなってしまった。その結果、本作の製作は10年以上にわたって中断した。
2014年3月13日、アラン・ローブが執筆した『Out of This World』というタイトルの脚本が映画化されることになったとの報道があった。8月、レラティビティ・メディアがピーター・チェルソムを監督に起用すると発表した。
2015年2月2日、チェルソムとティンカー・リンゼイが脚本のリライトに当たっており、主演にはエイサ・バターフィールドが起用される見込みだとの報道があった。7月13日、経営難に陥ったレラティビティ・メディアが本作の映画化権をSTXエンターテインメントに売却すると発表した。31日、ゲイリー・オールドマン、カーラ・グギノ、ブリット・ロバートソンが本作に出演することになったと報じられた。9月8日、B・D・ウォンとジャネット・モンゴメリーの出演が決まり、タイトルが『The Space Between Us』に変更されるとの報道があった。30日、トレイ・タッカーの出演が決まったと報じられた。10月23日、スコット・タケダが本作に起用されたと報じられた。
ヒロインに起用されたロバートソンが、バターフィールドより7歳も年上であることが論争を招いた。そうした一連の論争に対して、ロバートソンは「私はタルサがティーンエイジャーだとは思っていません。タルサは長きにわたって大人である必要があったのです。自分の面倒は自分で見なければなりませんでした。どこで生きるかを自分で決めなければなりませんでしたし、家賃やガス料金も自分で払う必要がありました。タルサの思考は大人のそれのようです。ある意味において、タルサはガードナーの親のようであったのです。（中略）。私とバターフィールドの年齢差は、この関係を表現するのに役立ちました。」と述べている。
2015年9月14日、本作の主要撮影がニューメキシコ州のアルバカーキで始まった。

## 公開
2015年8月、STXエンターテインメントは本作を2016年7月29日に公開すると発表した。後に、本作は『バッド・ママ』と公開日が入れ替えになり、2016年8月19日公開となった。しかし、同週には『ベン・ハー』と『ウォー・ドッグス』、『KUBO/クボ 二本の弦の秘密』が公開されるため、STXエンターテインメントは本作の公開日を2016年12月21日に延期し、特殊効果にさらなる磨きをかけると発表した。その後、本作の公開日は12月16日に前倒しされた。最終的に、本作の全米公開日は2017年2月3日となった。

## 興行収入
本作は『ザ・リング2』の続編である『ザ・リング/リバース』及びテイラー・ハックフォード監督の新作『The Comedian』と同じ週に公開され、公開初週末に800万ドルから1000万ドルを稼ぎ出すと予想されていたが、実際の数字はそれを下回るものであった。2017年2月3日、本作は全米2812館で封切られ、公開初週末に377万ドルを稼ぎ出し、週末興行収入ランキング初登場9位となった。なお、公開3週目に2441館が本作の上映を打ち切った。この数字は映画史上6番目に大きいものであった。

## 評価
本作は批評家から酷評されている。映画批評集積サイトのRotten Tomatoesには121件のレビューがあり、批評家支持率は17%、平均点は10点満点で4.3点となっている。サイト側による批評家の見解の要約は「『キミとボクの距離』は星回りの悪いカップルを実につまらない戯言の中で立ち往生させている。同作を鑑賞すれば、最も寛容な観客でさえも、その殆どが出口を探し始めるだろう。」となっている。また、Metacriticには32件のレビューがあり、加重平均値は33/100となっている。なお、本作のCinemaScoreはA-となっている。